# شاخص جی

ترسیم‌های منحنی، این ترسیم‌ها در مباحث انتگرال و به صورت آنالیز گرفته می‌گردد که براساس شکل می‌توان به صورت انتگرالی بیان کرد.

تعیین کیفیت پژوهشهای علمی همواره موضوعی بحث‌برانگیز و حائز اهمیت بوده است. یکی از شاخص‌های جدید علم‌سنجی شاخص هرش یا h است که تأثیر علمی یک پژوهشگر یا دانشمند را با اندازه‌گیری کمیت و کیفیت برونداد علمی آنان مشخص می‌کند. این شاخص در واقع محققان تأثیرگذار را از آنهایی که صرفاً تعداد زیادی مقاله منتشر می‌کنند متمایز می‌نماید. شاخص هرش می‌تواند برای تعیین بهره‌وری و تأثیر برونداد علمی گروهی از پژوهشگران و دانشمندان به کار گرفته شود همچون یک گروه آموزشی، دانشگاه یا در کل یک کشور و غیره.
شاخص‌های g و m هر دو برمبنای شاخص اچ یا همان شاخص هرش شکل گرفته‌اند. شاخص هرش، شاخصی بالنسبه جدید برای ارزیابی مقاله‌های محققان است که در سال ۲۰۰۵ میلادی جرج هرش
فیزیکدان آن را پیشنهاد کرده است. در واقع شاخص هرش شاخصی است که هم قدرت تولید علمی یک محقق و هم تأثیر علمی او را با عدد نشان می‌دهد. به عبارت دیگر، این شاخص نتیجه تناسب بین تعداد مدارک منتشر شده و تعداد استنادهای هر مدرک است. این شاخص، علاوه بر سنجش قدرت تولید و تأثیر علمی یک محقق، برای سنجش قدرت تولید و تأثیر علمی گروهی از محققان، مثلاً محققان یک گروه دانشگاهی، مجلات، یا حتی یک کشور نیز به کار می‌رود. شاخص هرش محققان مؤثر را از آن‌هایی که صرفاً مقاله‌های زیادی منتشر می‌کنند، متمایز می‌کند. همچنین، تحت تأثیر مقاله‌های موردی که استنادهای بسیار دارند، قرار نمی‌گیرد. این شاخص، به‌طور معقول و صحیح، فقط برای مقایسه دانشمندانی به کار می‌رود که در یک زمینه موضوعی فعالیت می‌کنند.
هرش تعریف شاخص h را به صورت زیر ارائه کرد: "محققی با شاخص h، تعداد h مقاله از کل مقاله‌هایی که در طول n سال منتشر کرده است، حداقل h استناد دریافت کرده و مقاله‌های دیگر او بیشتر از h استناد ندارند."
برای مثال فرض کنیم نویسنده‌ای ۵ مقاله از ابتدای شروع فعالیت علمی خود منتشر کرده است و هر کدام از این مقالات به ترتیب ۶، ۴، ۳، ۲ و ۱ استناد از سایر مقالات دریافت کرده‌اند. در این صورت با توجه به جدول زیر شاخص اچ این نویسنده برابر خواهد بود با:
| مقالات به ترتیب انتشار | تعداد استناد دریافتی |
| ---------------------- | -------------------- |
| ۱                      | ۱                    |
| ۲                      | ۱۲                   |
| ۳                      | ۳                    |
| ۴                      | ۳                    |
| ۵                      | ۱                    |

برای محاسبه دستی شاخص اچ این نویسنده ابتدا جدولی مطابق جدول زیر تهیه می‌کنیم و در آن مقالات را بر اساس تعداد استنادهای دریافتی به صورت نزولی مرتب می‌کنیم:
| رتبه | تعداد استناد |
| ---- | ------------ |
| ۱    | ۱۲           |
| ۲    | ۳            |
| ۳    | ۳            |
| ۴    | ۱            |
| ۵    | ۱            |

در این صورت شاخص اچ این نویسنده ۳ خواهد بود و این به این معنا است که ایشان حداقل سه مقاله منتشر کرده‌اند که هیچ‌کدام کمتر از ۳ استناد دریافت نکرده‌اند. در اینجا می‌بینیم که این پژوهشگر ۵ مقاله منتشر کرده است اما شاخص اچ ۳ دارد و این به نوعی نشان دهنده این است که تنها سه مقاله از پنج مقاله بیشتر مورد توجه بوده و در دیگر پژوهش‌ها از آن‌ها استفاده شده و به آن‌ها استناد داده شده است.

## شاخص g و m
پس از معرفی شاخص هرش شاخصهای دیگری هم همراستا و با استفاده از مفهوم اولیه هرش توسط دیگر پژوهشگران معرفی شد و هر یک سعی کردند به نوعی مشکلاتی که در شاخص هرش مطرح بود را برطرف کنند. برای نمونه می‌دانیم که شاخص هرش به طول مدت زمان کاری هر پژوهشگر بستگی دارد. از ضعفهای شاخص اچ این است که نویسندگان تازه‌کار که شاخص اچ آن‌ها (به سبب کوتاه بودن عمر پژوهشی) را نمی‌توان با نویسندگان کهنه‌کار مقایسه کرد چرا که میزان مقالات و استنادات با گذشت زمان افزایش می‌یابد. به همین جهت خود هرش برای مقایسه دانشمندان در مراحل مختلف دوره فعالیتشان، پارامتر m را عرضه کرد. هرش با در نظر گرفتن طول عمر پژوهشی پژوهشگر و اصلاح شاخص اچ متناسب با آن شاخص m را پیشنهاد کرد. در این صورت شاخص هرش به دست آمده را بر طول عمر پژوهشی یک محقق (از زمان اولین مقاله منتشر شده) تقسیم می‌کنیم:

## m-index= h-index / scientific age
یکی دیگر از ضعف‌های شاخص اچ، نادیده گرفتن مقالات پراستناد است. برای نمونه در مثال بالا دیدیم که یکی از مقالات بسیار بیشتر از سایر مقالات استناد دریافت کرده (۱۲ بار مورد استناد قرار گرفته) در حالیکه سایر مقالات حداکثر ۳ بار مورد استناد واقع شده‌اند اما شاخص اچ توجهی به این اختلاف نمی‌کند (و البته توجهی به مقالات با استناد پایین هم نمی‌کند). برای رفع این ضعف شاخص‌های دیگری همچون شاخص A و شاخص R پیشنهاد شده است اما از همه مشهورتر و پرکاربردتر شاخص g است که آن را اگه پیشنهاد کرد. شاخص g گونه تعدیل یافته شاخص هرش است. در این شاخص بر خلاف شاخص هرش به مقالاتی که بیشتر مورد استناد قرار می‌گیرد وزن بیشتری داده می‌شود. بنا به تعریف شاخص g برابر است با بالاترین رتبه در لیست نزولی مقالات به ترتیبی که g مقاله اول حداقل تعداد g2 استناد دریافت کرده باشند و مجموع استنادهای مقالات تا g بزرگتر یا مساوی g2 باشد؛ بنابراین شاخص g نویسنده مثال ما برابر خواهد بود با ۴ چراکه تا رتبه چهارم مجموع تعداد استنادات مقالات ۱۹ (۱۲+۳+۳+۱) خواهد بود که از ۴۲ بزرگتر است اما نمی‌تواند ۵ باشد چرا که ۵۲ برابر ۲۵ خواهد بود که از تعداد کل استنادات تا رتبه ۵ (۲۰ استناد) بزرگتر است. بنا به تعریف همیشه g≥h است. در شاخص اچ تعداد استناد بالای مقاله دوم هم در نظر گرفته شد.
روش دیگر تقسیم شاخص اچ محاسبه شده بر تعداد مقالات منتشر شده یک نویسنده است که توسط سیدروپولوس و کاتساروس در سال ۲۰۰۸ پیشنهاد شد. اما به نظر برخی پژوهشگران از جمله روسو، برای محاسبه شاخص اچ افراد ایده خوبی نیست و بیشتر می‌تواند در مورد مجلات مورد استفاده قرار گیرد که در این صورت شاخص‌های به دست آمده برای سال‌های مختلف حتی با تعداد مقالات متفاوت هم قابل بررسی و مقایسه است.
همانند هر شاخص استنادی دیگری، شاخص هرش هم وابسته به حیطه پژوهشی است و مقایسه شاخص اچ افراد در حیطه‌های موضوعی مختلف اشتباه است. هر چند که برخی کوشیده‌اند تا گونه‌ای از شاخص h را پیشنهاد دهند که قابلیت مقایسه بین رشته‌ای داشته باشد. برای مثال رادیچی و همکارانش کوشیدند تا با تقسیم شاخص h بر میانگین تعداد استنادات در هر حیطه به نوعی به شاخص اچ عمومی دست پیدا کنند که شاخص‌های h در حیطه‌های مختلف با هم قابل مقایسه باشند.
از دیگر نقاط ضعف شاخص h، نادیده گرفتن چند نویسندگی و استناد به خود است به‌علاوه اینکه این شاخص شاخصی تک بعدی است و عامل زمان در آن مشخص نیست. نکته اساسی دیگر متفاوت بودن شاخص اچ گزارش شده توسط پایگاه‌های مختلف است برای مثال برخی پژوهش‌ها نشان داده‌اند که چنانچه شاخص اچ مد نظر باشد اسکوپوس در مقایسه با تامسون رویترز تمایز بهتری بین پژوهشگران نشان می‌دهد.
همان‌طور که می‌بینیم شاخص هرش توانایی مشخص کردن کیفیت برونداد علمی یک پژوهشگر را به‌طور عینی دارد و می‌تواند نقش تعیین‌کننده‌ای را در خصوص ارتقاء رتبه علمی اعضای هیئت علمی با توجه به کمیت و کیفیت برونداد علمی ایفا کند. این شاخص در جوامع بین‌المللی و دانشگاهی از اعتبار بسیار بالایی برخوردار است و هم مؤسسه تامسون رویترز (WoS) و هم اسکوپوس این شاخص را گزارش می‌کنند.